# Rayan Rebbadj
Rayan Rebbadj (Francia, 15 de agosto de 1999) es un jugador profesional francés de rugby que se desempeña en la posición de ala abierto en Rugby Club Toulonnais, equipo perteneciente a la liga Top 14.

## Carrera
Rebbadj es un jugador de formación francesa (JIFF). En 2011 comenzó su carrera deportiva con el equipo RC Port-de-Bouc, en el cual jugó siete temporadas (2011-2018), después pasó a Rugby Club Toulonnais, donde lleva jugando seis temporadas.